# Schmalhausenia nidulans
Schmalhausenia nidulans là một loài thực vật có hoa trong họ Cúc. Loài này được (Regel) Petr. miêu tả khoa học đầu tiên năm 1914.